# Бельоу Ууд (самолетоносач, 1942)
Бельоу Ууд (на английски: USS Belleau Wood (CVL-24), на френски: Bois Belleau (R97)) е лек самолетоносач на ВМС на САЩ от времето на Втората световна война тип „Индипендънс“. През 1953 г. е предаден във ВМС на Франция. Заложен е като лек крайцер от типа „Кливланд“ през 1941 г., достроен като самолетоносач в периода 1942 – 1943 г.
Заложен е с името USS New Haven (CL-76). Прекласифициран и преименуван на Belleau Wood (CV-24) на 16 февруари 1942 г. Спуснат на вода на 6 декември 1942 г. в корабостроителницата New York Shipbuilding Corporation в Камдън, Ню Джърси. Кръстен от мисис Томас Холкомб, вдовицата на коменданта на Корпуса на морската пехота на САЩ. Влиза в строй на 31 март 1943 г., командир на кораба – кептън (капитан 1-ви ранг) Прайд (на английски: A. M. Pride).

## Втора световна война
Активно се използва от края на 1943 г. в боевете в Тихия океан в хода на Втората световна война, като взема участие в много важни сражения.
След кратък тренировъчен поход Belleau Wood влиза в състава на Тихоокеанския флот. Пристига в Пърл Харбър на 26 юли 1943 г. Поддържа окупацията на остров Бейкър на 1 септември. Взема участие в нападенията над Тарауа (18 септември) и атола Уейк (5 − 6 октомври). След това се присъединява към 50-то съединение (TF 50) за нахлуването на островите Гилбърт (19 ноември − 4 декември 1943).
От 29 януари до 3 февруари 1944 г., в състава на TF 58, участва в превземането на атола Куаджалин и островите Маджуро, от Маршаловите острови. След това участва в нападението над островите Трук (16 – 17 февруари); над остров Сайпан, Тиниан, Рота, Гуам (21 – 22 февруари); над Палау, Яп, Улити, Волеаи (30 март – 1 април). След това е задействан в нападенията над островите Савар и Вакде в поддръжка на десанта в Холандия, Нова Гвинея (22 – 24 април); над Трук, Сатаван, Понапе (29 април – 1 май). Поддържа превземането на о. Сайпан (11 – 24 юни), включая нападения над островите Бонин (15 – 16 юни), и още веднъж на 24 юни.
На 19 − 20 юни 1944 г. участва в сражението при Марианските острови, по време на което торпедоносците на Belleau Wood потопяват японския самолетоносач „Хийо“.
От 29 юни до 31 юли 1944 г. преминава следпоходен ремонт в Пърл Харбър. Отново се присъединява към TF 58 на последния стадии от окупацията на о. Гуам (2 – 10 август). След това, вече в състава на TF 38, осъществява авиационна поддръжка при превземането на островите Палау (6 септември – 14 октомври); нападенията над Филипините (9 – 24 септември); поддържа десанта на о. Моротаи 15 септември; нападението над Окинава на 10 октомври; над северен Лусон и Формоза (11 – 14 октомври); ударите по о. Лусон на 15 и 17 – 19 октомври и участва в боя при нос Енгано (24 – 26 октомври).
На 30 октомври 1944 г., при патрулиране източно от о. Лейте, получава сериозни повреди от свален от него камикадзе. Самолетът, пробивайки полетната палуба при кърмата, се взривява в хангара. В резултат на пожар става взрив на боеприпаси. Загиват или изчезват без вест 92 души.
След временен ремонт на Улити от 2 до 11 ноември Belleau Wood преминава в Хънтърс Пойнт, Калифорния (пристига на 29 ноември), и влиза в дълговременен ремонт и модернизация. Отплава от Сан Франциско на 20 януари 1945 г. и се присъединява към TF 58 на 7 февруари на Улити.
От 15 февруари до 4 март участва в нападенията над островите Хоншу и Нансей Сото, а също поддържа десанта на о. Иво Джима. Освен това взема участие в ударите по Япония на 5-ти флот (17 март – 26 май), след това на 3-ти флот (27 май – 11 юни). Вземайки на 13 юни – 1 юли на нова авиогрупа в Лейте, отново се присъединява към 3-ти флот за финалните нападения над Япония (10 юли – 15 август).
На 2 септември присъства при церемонията по капитулацията в Токийския залив. Неговите самолети участват във въздушния парад. Намира се в японски води до 13 октомври. Пристига в Пърл Харбър на 28 октомври. След три отплава за Сан Диего, имайки на борда си 1248 военнослужещи, завръщащи се в родината. Продължава участието си в операцията „Килим-самолет“ до 31 януари 1946 г., изпълнявайки рейсове между Сан Диего и островите Сайпан и Гуам.
За службата си през Втората свевтовна война Belleau Wood е награден с благодарност на президента (на английски: Presidential Unit Citation) и получава 12 бойни звезди.
В течение на 1946 г. преминава деактивация, при това сменява няколко корабостроителници около Сан Франциско. Изваден е в резерва на 13 януари 1947 г. в авиобазата на флота в Аламида.

## Следвоенни години
През 1953 г. е предаден под наем на Франция според съглашението MDAP, с опция за откупуване след 5 години. Влиза в състава на ВМС на Франция с името „Буа Белло“ (на френски: Bois Belleau) и бордов номер R 97.
След войната Франция се стреми да възстанови своето положение на колониална империя. Резултат от това става продължителния конфликт в Индокитай, в който значителна роля играе флотът. Малките стражеви кораби патрулират реките, а при бреговете са разгърнати самолетоносачите, в т.ч. Bois Belleau и Lafayette.
Придобиването на тези два кораба на дългосрочна аренда в значителна степен е обусловено от необходимостта от постоянно присъствие на самолетоносачи в Индокитай. Освен това те дават възможност да се използват по-ефективни палубни самолети: Hellcat, Helldiver, Corsair, Avenger вместо Seafire и Dauntless. Благодарение на тях бившият ескортен самолетоносач Dixmude е преведен в подсигуряваща роля.
През април 1954 г. Bois Belleau напуска Тулон и се насочва към Индокитай, за да подмени Arromanches. На 20 май пристига в залива Ха Лонг. На 21 юли 1954 г. в Женева е подписан мир с Виетмин, след което корабът поема обратно. През 1954 г. преминава модернизация с поставянето на втори парен катапулт и решетъчна мачта пред втората двойка комини, за новия радар за откриване на въздушни цели DRBV 22A.
След няколко фалстарта френската програма за строителство на нови кораби, в т.ч. самолетоносачи започва. Купените или арендуваните от съюзниците единици дават на Marine Nationale необходимата за това глътка въздух. Вече и те започват да излизат от активния състав. Още един тласък за това става започнатата през 1959 г. преориентация на отбранителната политика към самостоятельност, оттеглянето от Северна Африка и Югоизточна Азия и излизането от военната организация на НАТО. През 1960 г. Bois Belleau се използва като авиотранспорт между Франция и САЩ, след което е върнат на САЩ, и през същата година е продаден за скрап.

## Коментари
1. ↑  Буквите показват принадлежността към определен класː ВВ – линкор, СС, CL, СА – съответно линеен, лек или тежък крайцер, CV – самолетоносач, DD – разрушител, SS – подводница и т.н.